# 中原勇貴
中原 勇貴（なかはら ゆうき、1991年6月10日 - ）は、熊本県熊本市出身のビーチサッカー選手。東京ヴェルディBS、東京レキオスBSを経て現在はアヴェルダージ熊本BSの選手。スーパースポーツゼビオのアスリート社員。2019年〜sfida契約選手。
ポジションは、FP。